# Personne-année
En épidémiologie, la personne-année est une unité de mesure des personnes-temps. Cela correspond à la durée de suivi d'une personne non-malade pendant un an aussi bien qu'à la durée de suivi de deux personnes non malades pendant 6 mois. Cette unité de mesure est utilisée pour calculer le taux d'incidence d'une maladie.